# Xinhua
A Xinhua ou Nova China (chinês simplificado: 新华通讯社; chinês tradicional: 新華通訊社; pinyin: Xīnhuá tōngxùnshè) é a agência de notícias estatal oficial do governo da República Popular da China, sendo a  maior agência de notícias do país. Tem edições em inglês, francês, russo, árabe, espanhol, japonês, coreano, alemão e português. A agência oferece a emissão de "notícias de economia, política, sociedade, cultura, desporto e tecnologia".